# Instituto Aragonés de Antropología
El Instituto Aragonés de Antropología (IAA) es una asociación dedicada a la investigación y preservación de la cultura aragonesa y a la difusión de la antropología en Aragón.
Creada en 1979 en Huesca, realiza un importante trabajo en la preservación de archivos fotográficos y cinematográficos y es promotora de actividades por la preservación de la artesanía y actividades tradicionales como las nabatas. Tras trasladar su sede a Zaragoza en 1990, en 1995 inició una colaboración con la Universidad de Zaragoza entre otros organismos oficiales.
Publica la revista Temas de Antropología Aragonesa, además de colecciones específicas y un boletín interno para socios. Desde 1993 otorga unos premios anuales con el fin de fomentar la presencia de la Antropología en Aragón y de reconocer la labor que en este sentido han realizado determinadas personas, colectivos e instituciones.